# Halozetes belgicae
Halozetes belgicae är en kvalsterart som först beskrevs av Michael 1903.  Halozetes belgicae ingår i släktet Halozetes och familjen Ameronothridae.

## Underarter
Arten delas in i följande underarter:
- H. b. belgicae
- H. b. brevipilis
- H. b. longisetae
- H. b. mickii